# Franco Ferrara
Franco Ferrara, född 4 juli 1911 i Palermo, död 6 september 1985 i Florens, var en italiensk dirigent.
Ferrara åtnjöt internationell ryktbarhet och arbetade bland annat i Nederländerna, Frankrike, Filippinerna och USA. Han dirigerade mycket filmmusik.